# Satellite Awards 2006
Die 11. Verleihung der US-amerikanischen Satellite Awards, welche die International Press Academy (IPA) jedes Jahr in verschiedenen Film- und Medienkategorien vergibt, fand am Montag, den 18. Dezember 2006, im Le Méridien Hotel in Los Angeles statt. Die Nominierungen wurden am 30. November 2006 bekannt gegeben. Bei den 11. Satellite Awards wurden Filme und Serien des Jahres 2006 geehrt.

## Sonderauszeichnungen
- Auteur Award (für eine einzigartige Kontrolle über die Filmproduktionselemente) – Robert Altman
- Mary Pickford Award (für herausragende Beiträge zur Entertainment-Branche) – Martin Landau
- Tesla Award (für innovative Leistungen in der Filmproduktion) – Richard Donner

## Gewinner und Nominierte im Bereich Film
| Film                         | N  | A |
| ---------------------------- | -- | - |
| Dreamgirls                   | 11 | 4 |
| Flags of Our Fathers         | 10 | 3 |
| Babel                        | 8  | 1 |
| Little Miss Sunshine         | 5  | 0 |
| Departed – Unter Feinden     | 4  | 3 |
| Die Queen                    | 4  | 2 |
| Volver – Zurückkehren        | 4  | 1 |
| X-Men: Der letzte Widerstand | 4  | 1 |
| Little Children              | 4  | 0 |
| Der Teufel trägt Prada       | 3  | 2 |
| Pans Labyrinth               | 3  | 1 |
| Tagebuch eines Skandals      | 3  | 0 |
| Thank You for Smoking        | 3  | 0 |
| The Da Vinci Code – Sakrileg | 3  | 0 |
| Venus                        | 3  | 0 |

### Bester Film (Drama)
Departed – Unter Feinden 
- Babel
- Flags of Our Fathers
- Half Nelson
- Der letzte König von Schottland – In den Fängen der Macht
- Little Children
- Die Queen

### Bester Film (Komödie/Musical)
Dreamgirls 
- Der Teufel trägt Prada
- Little Miss Sunshine
- Schräger als Fiktion
- Thank You for Smoking
- Venus

### Bester Hauptdarsteller (Drama)
Forest Whitaker – Der letzte König von Schottland – In den Fängen der Macht  
Leonardo DiCaprio – Blood Diamond
Ryan Gosling – Half Nelson
Joshua Jackson – Aurora Borealis
Derek Luke – Catch a Fire
Patrick Wilson – Little Children

### Beste Hauptdarstellerin (Drama)
Helen Mirren – Die Queen 
Penélope Cruz – Volver – Zurückkehren
Judi Dench – Tagebuch eines Skandals
Maggie Gyllenhaal – SherryBaby
Gretchen Mol – The Notorious Bettie Page
Kate Winslet – Little Children

### Bester Hauptdarsteller (Komödie/Musical)
Joseph Cross – Krass 
Sacha Baron Cohen – Borat
Aaron Eckhart – Thank You for Smoking
Will Ferrell – Schräger als Fiktion
Peter O’Toole – Venus

### Beste Hauptdarstellerin (Komödie/Musical)
Meryl Streep – Der Teufel trägt Prada 
Annette Bening – Krass
Toni Collette – Little Miss Sunshine
Beyoncé Knowles – Dreamgirls
Julie Walters – Driving Lessons – Mit Vollgas ins Leben
Jodie Whittaker – Venus

### Bester Nebendarsteller
Leonardo DiCaprio – Departed – Unter Feinden 
Alan Arkin – Little Miss Sunshine
Adam Beach – Flags of Our Fathers
Brad Pitt – Babel
Donald Sutherland – Aurora Borealis

### Beste Nebendarstellerin
Jennifer Hudson – Dreamgirls 
Cate Blanchett – Tagebuch eines Skandals
Abigail Breslin – Little Miss Sunshine
Blythe Danner – Der letzte Kuss
Rinko Kikuchi – Babel
Lily Tomlin – Robert Altman’s Last Radio Show

### Bester Dokumentarfilm
Deliver Us from Evil 
- Eine unbequeme Wahrheit
- Jonestown – Todeswahn einer Sekte
- Leonard Cohen: I’m Your Man
- The U.S. vs. John Lennon
- The War Tapes

### Bester fremdsprachiger Film
Volver – Zurückkehren (Volver), Spanien 
- Apocalypto, USA
- Changing Times (Les temps qui changent), Frankreich
- Das Leben der Anderen, Deutschland
- Die syrische Braut (Ha-Kala Ha-Surit), Israel
- Water, Kanada

### Bester Film (Animationsfilm oder Real-/Animationsfilm)
Pans Labyrinth 
- Cars
- Flutsch und weg
- Happy Feet
- Ice Age 2: Jetzt taut’s

### Beste Regie
Clint Eastwood – Flags of Our Fathers 

 Bill Condon – Dreamgirls 
Pedro Almodóvar – Volver – Zurückkehren
Stephen Frears – Die Queen
Alejandro González Iñárritu – Babel
Martin Scorsese – Departed – Unter Feinden

### Bestes adaptiertes Drehbuch
William Monahan – Departed – Unter Feinden 
- Dreamgirls – Bill Condon
- Flags of Our Fathers – William Broyles junior und Paul Haggis
- Little Children – Todd Field und Tom Perrotta
- Robert Altman’s Last Radio Show – Garrison Keillor
- Thank You for Smoking – Jason Reitman

### Bestes Originaldrehbuch
Peter Morgan – Die Queen 
- Babel – Guillermo Arriaga und Alejandro González Iñárritu
- Changing Times – Pascal Bonitzer, Laurent Guyot und André Téchiné
- The House of Sand – Luiz Carlos Barreto, Elena Soarez und Andrucha Waddington
- Volver – Zurückkehren – Pedro Almodóvar
- The Wind That Shakes the Barley – Paul Laverty

### Beste Filmmusik
Babel – Gustavo Santaolalla
- Brick – Nathan Johnson
- The Da Vinci Code – Sakrileg – Hans Zimmer
- Flags of Our Fathers – Clint Eastwood
- Das Leben der Anderen – Gabriel Yared
- Tagebuch eines Skandals – Philip Glass

### Bester Filmsong
You Know My Name von Chris Cornell – James Bond 007: Casino Royale 
- Listen von Henry Krieger, Anne Previn, Scott Cutler und Beyoncé Knowles – Dreamgirls
- Love You I Do von Henry Krieger und Siedah Garrett – Dreamgirls
- Never Let Go von Bryan Adams, Trevor Rabin und Eliot Kennedy – Jede Sekunde zählt – The Guardian
- Till the End of Time von DeVotchKa – Little Miss Sunshine
- Upside Down von Jack Johnson – Coco – Der neugierige Affe

### Beste Kamera
Tom Stern – Flags of Our Fathers 
- The Black Dahlia
- Der Fluch der goldenen Blume
- The House of Sand
- The Fountain
- Ein gutes Jahr
- X-Men: Der letzte Widerstand

### Beste Visuelle Effekte
Pirates of the Caribbean – Fluch der Karibik 2 – John Knoll und Hal T. Hickel
- The Da Vinci Code – Sakrileg
- Flags of Our Fathers
- The Fountain
- Pans Labyrinth
- V wie Vendetta
- X-Men: Der letzte Widerstand

### Bester Filmschnitt
Mark Helfrich, Mark Goldblatt und Julia Wong – X-Men: Der letzte Widerstand 
- Babel
- Dreamgirls
- Flags of Our Fathers
- Miami Vice

### Bester Tonschnitt
Dreamgirls 
- Babel
- The Da Vinci Code
- Flags of Our Fathers
- X-Men: Der letzte Widerstand

### Bestes Szenenbild
Flags of Our Fathers – Henry Bumstead, Jack G. Taylor Jr. und Richard C. Goddard
- Dreamgirls
- Pans Labyrinth
- Marie Antoinette
- V wie Vendetta

### Bestes Kostümdesign
Der Teufel trägt Prada – Patricia Field
- The Black Dahlia
- Dreamgirls
- Der Fluch der goldenen Blume
- Marie Antoinette

## Gewinner und Nominierte im Bereich Fernsehen
| Serie                                | N | A |
| ------------------------------------ | - | - |
| Alles Betty!                         | 4 | 2 |
| Studio 60 on the Sunset Strip        | 4 | 0 |
| Dexter                               | 3 | 1 |
| Gideon’s Daughter                    | 3 | 1 |
| Bleak House                          | 3 | 0 |
| Elizabeth I                          | 3 | 0 |
| Mrs. Harris – Mord in besten Kreisen | 3 | 0 |

### Beste Fernsehserie (Drama)
Dr. House 
- 24
- Dexter
- Heroes
- Rescue Me
- The Wire

### Beste Fernsehserie (Komödie/Musical)
Alles Betty! 
- The Colbert Report
- Entourage
- Alle hassen Chris
- Das Büro

### Beste Miniserie
To the Ends of the Earth 
- Bleak House
- Casanova
- Elizabeth I
- Thief

### Bester Fernsehfilm
A Little Thing Called Murder 
- Gideon’s Daughter
- High School Musical
- In from the Night
- Mrs. Harris – Mord in besten Kreisen

### Bester Darsteller in einer Serie (Drama)
Hugh Laurie – Dr. House 
Michael C. Hall – Dexter
Denis Leary – Rescue Me
Bill Paxton – Big Love
Matthew Perry – Studio 60 on the Sunset Strip
Bradley Whitford – Studio 60 on the Sunset Strip

### Beste Darstellerin in einer Serie (Drama)
Kyra Sedgwick – The Closer 
Kristen Bell – Veronica Mars
Emily Deschanel – Bones
Sarah Paulson – Studio 60 on the Sunset Strip
Amanda Peet – Studio 60 on the Sunset Strip
Jeanne Tripplehorn – Big Love

### Bester Darsteller in einer Serie (Komödie/Musical)
James Spader – Boston Legal 
Stephen Colbert – The Colbert Report
Steve Carell – Das Büro
Ted Danson – Help Me Help You
Jason Lee – My Name Is Earl
James Roday – Psych

### Beste Darstellerin in einer Serie (Komödie/Musical)
Marcia Cross – Desperate Housewives 
America Ferrera – Alles Betty!
Laura Kightlinger – The Minor Accomplishments of Jackie Woodman
Lisa Kudrow – Comeback
Julia Louis-Dreyfus – The New Adventures of Old Christine
Mary-Louise Parker – Weeds – Kleine Deals unter Nachbarn

### Bester Darsteller in einer Miniserie oder einem Fernsehfilm
Bill Nighy – Gideon’s Daughter 
Andre Braugher – Thief
Charles Dance – Bleak House
Hugh Dancy – Elizabeth I
Ben Kingsley – Mrs. Harris – Mord in besten Kreisen

### Beste Darstellerin in einer Miniserie oder einem Fernsehfilm
Judy Davis – A Little Thing Called Murder 
Gillian Anderson – Bleak House
Annette Bening – Mrs. Harris – Mord in besten Kreisen
Helen Mirren – Elizabeth I
Miranda Richardson – Gideon’s Daughter

### Bester Nebendarsteller
Tony Plana – Alles Betty! 
Philip Baker Hall – The Loop
Michael Emerson – Lost
Robert Knepper – Prison Break
Jeremy Piven – Entourage
Forest Whitaker – The Shield – Gesetz der Gewalt

### Beste Nebendarstellerin
Julie Benz – Dexter 
Vanessa Williams – Alles Betty!
Elizabeth Perkins – Weeds – Kleine Deals unter Nachbarn
Jean Smart – 24
Fionnula Flanagan – Brotherhood
Laurie Metcalf – Desperate Housewives